# Vidro opalino

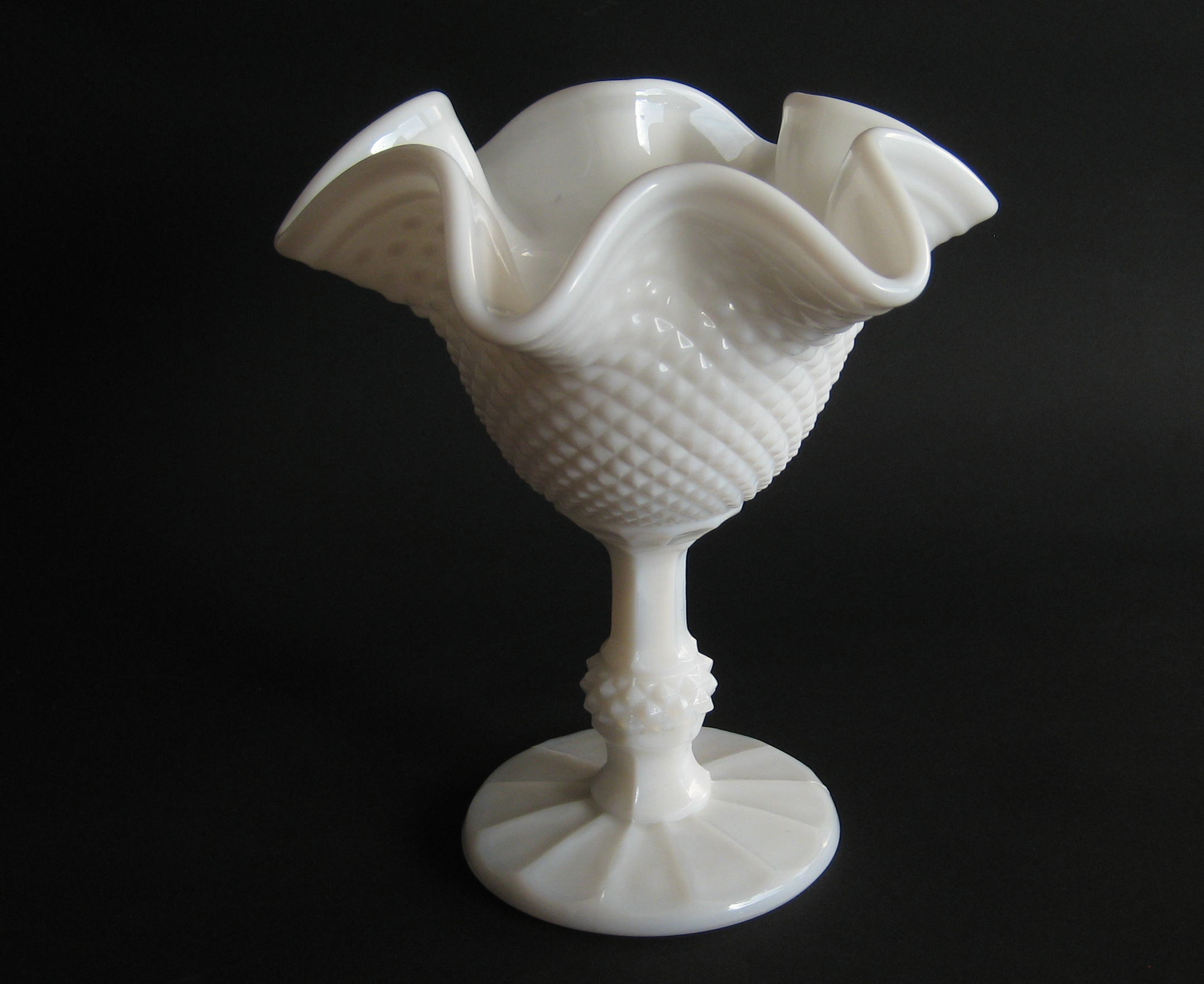
Tigela decorativa de vidro leitoso com pedestal

Vidro opalino ou vidro leitoso é um vidro opaco ou translúcido, branco leitoso ou colorido, soprado ou pressionado em uma ampla variedade de formas. Foi fabricado pela primeira vez em Veneza no século XVI, se apresenta nas cores azul, rosa, amarelo, marrom, preto e branco, que é o mais popular e o que lhe dá nome.

## Princípio

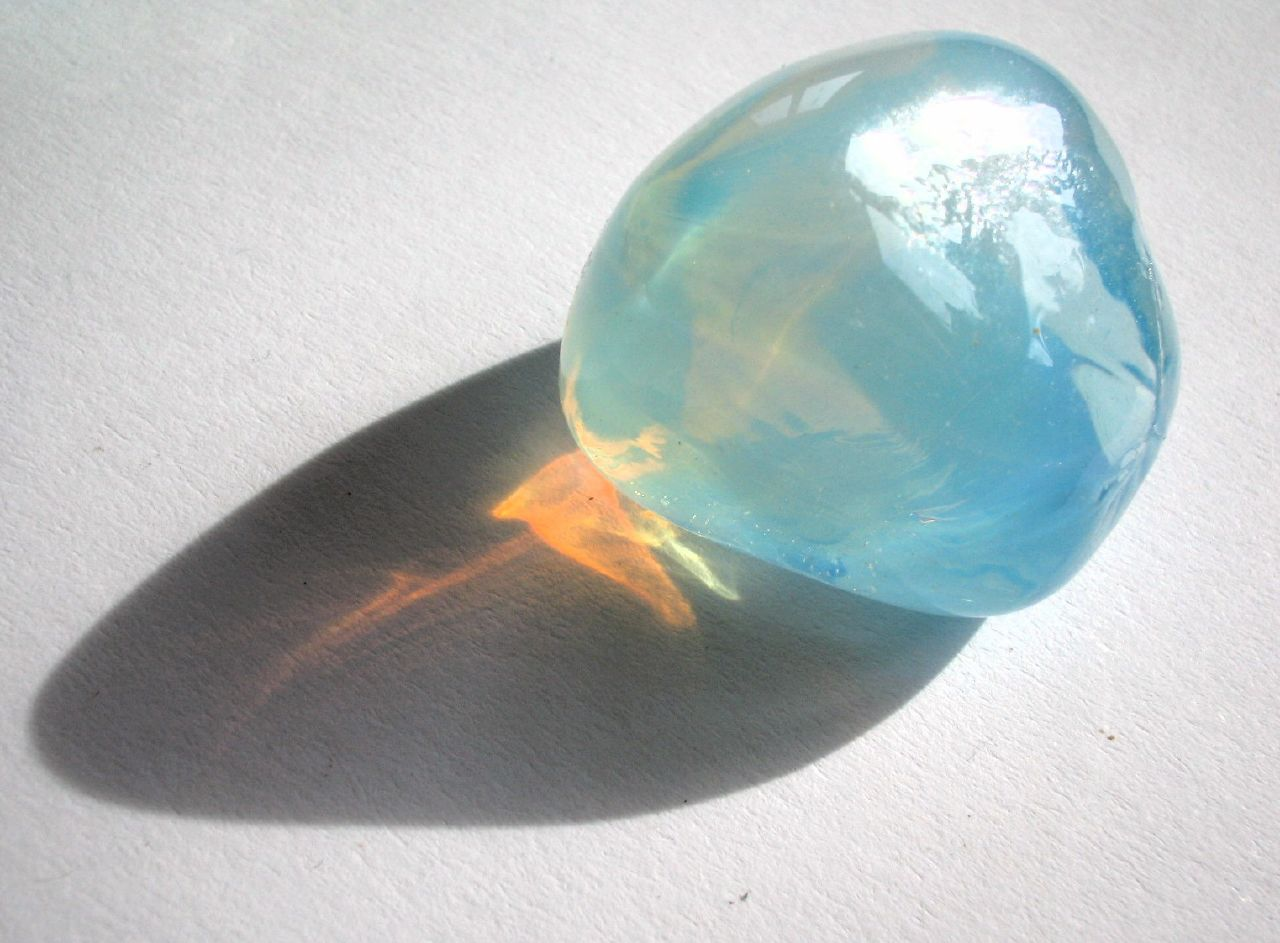
O efeito Tyndall em vidro opalescente: Ele se apresenta em azul, mas é laranja a luz que brilha ao o atravessar.

O vidro opalino contém uma dispersão de partículas com índice de refração significativamente diferente da matriz do vidro, que dispersa a luz por meio do mecanismo do Efeito Tyndall. A distribuição de tamanho e densidade das partículas controlam o efeito global, que pode variar de leve opalização a branco opaco. Alguns vidros são um pouco mais azul quando se observa pela lateral e um pouco vermelho-laranja na passagem de luz.
As partículas são produzidas pela adição de opacificantes no derretimento. Alguns opacificantes podem ser insolúveis e dispersos apenas no estado fundido. Outros são adicionados como precursores e reagem no derretimento, ou se dissolvem no vidro derretido e, em seguida, se precipita na forma de cristais durante a refrigeração; este é semelhante à produção de cor em vidros striking, mas as partículas são muito maiores.
Os opacificantes podem ser por exemplo cinzas de ossos ou compostos de dióxido de estanho e de arsênio e de antimônio. Eles também são adicionados aos vidrados, o que pode ser quimicamente considerado um tipo específico de vidro leitoso.

## História

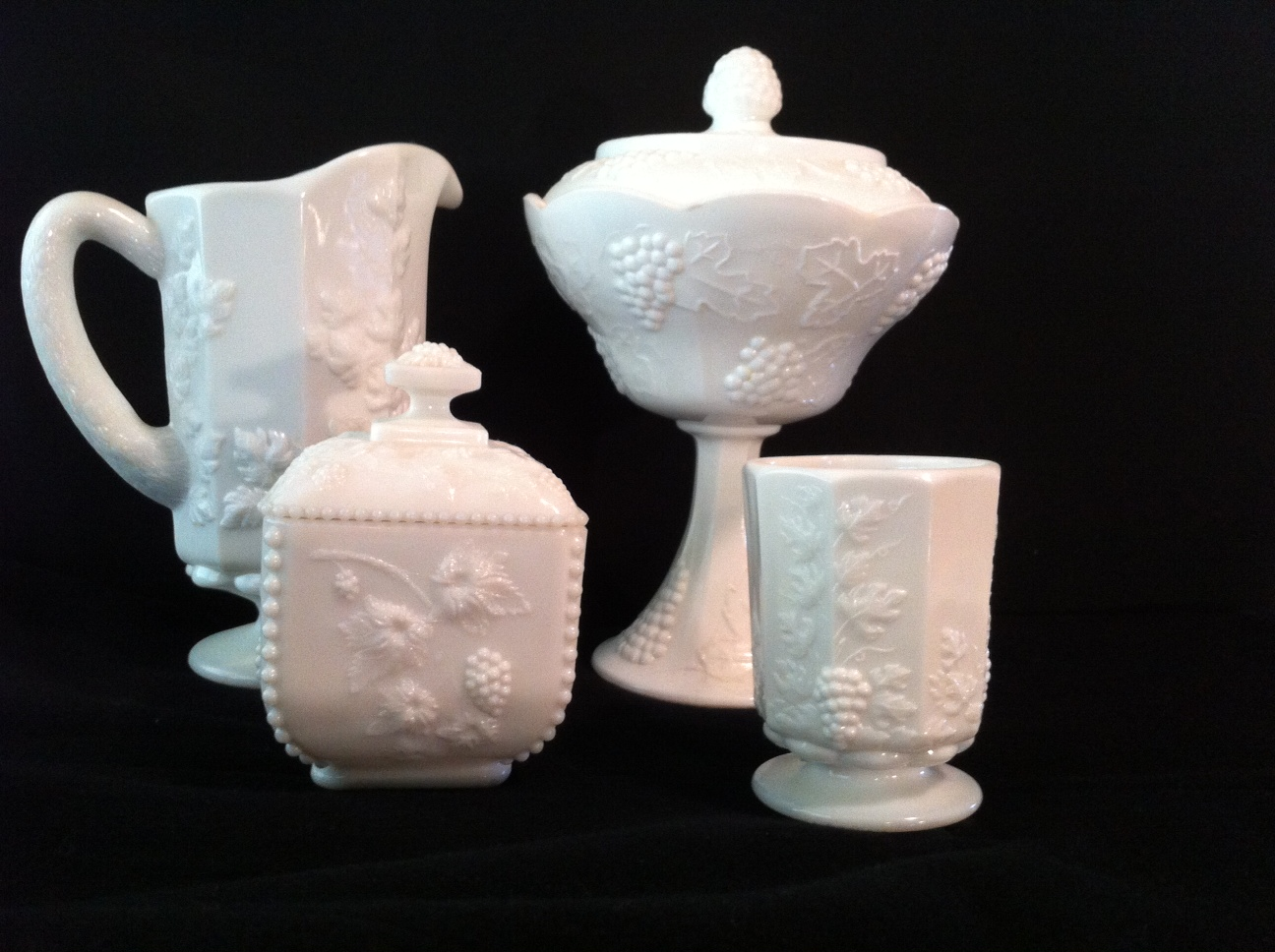
Quatro peças de Vidro leitoso

Fabricado pela primeira vez na República de Veneza, no século XVI, suas cores incluem azul, rosa, amarelo, marrom, preto, e branco. Alguns fabricantes de vidro do século XIX chamavam o vidro opaco branco leitoso de "vidro opala". O nome vidro leitoso é relativamente recente.
Feito em louças decorativas, lâmpadas, vasos e bijuterias, vidro leitoso foi muito popular durante o fin de siècle. Peças feitas para os ricos da Era Dourada são conhecidas pela sua delicadeza e beleza em cor e design, enquanto peças de vidro da depressião dos anos 1930 e 1940 são menos apreciadas.

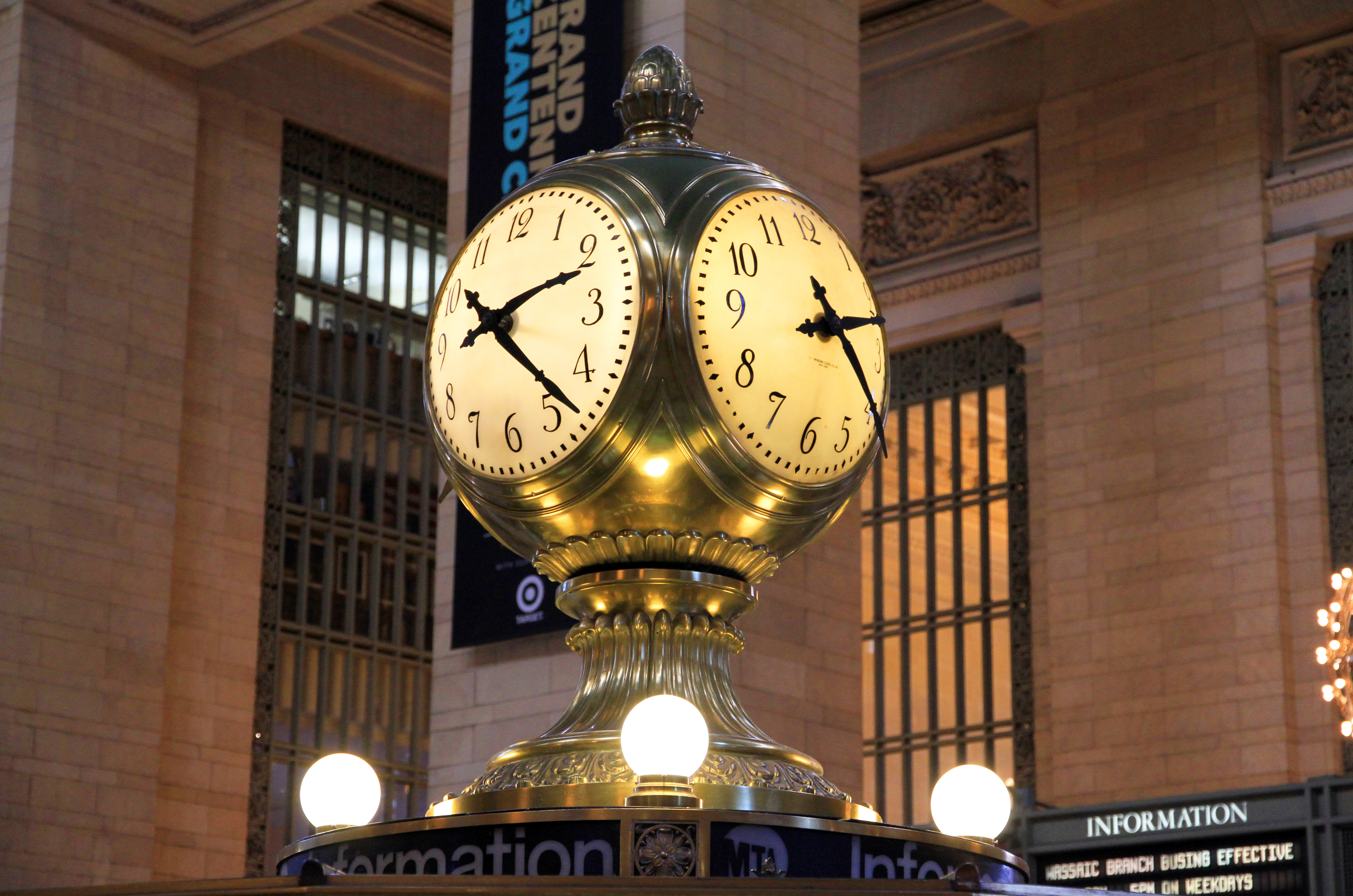
Faces do relógio de vidro leitoso na Estação Grand Central em Nova Iorque

Vidro leitoso é muitas vezes usado em decoração arquitetônica quando um dos fins subjacente é mostrar informação gráfica. O original de leite de vidro rolante do Teatro Chicago foi doado para o Instituto Smithsoniano. Um uso famoso de vidro leitoso é nas quatro faces do relógio da cabine de informações na Estação Grand Central, em Nova York.

## Colecionáveis
Vidro leitoso tem uma quantidade considerável de seguidores entre os colecionadores. Fabricantes de vidro continuam a produzir peças originais e reproduções de peças populares de coleção e modelos especiais.

## Fabricantes notáveis

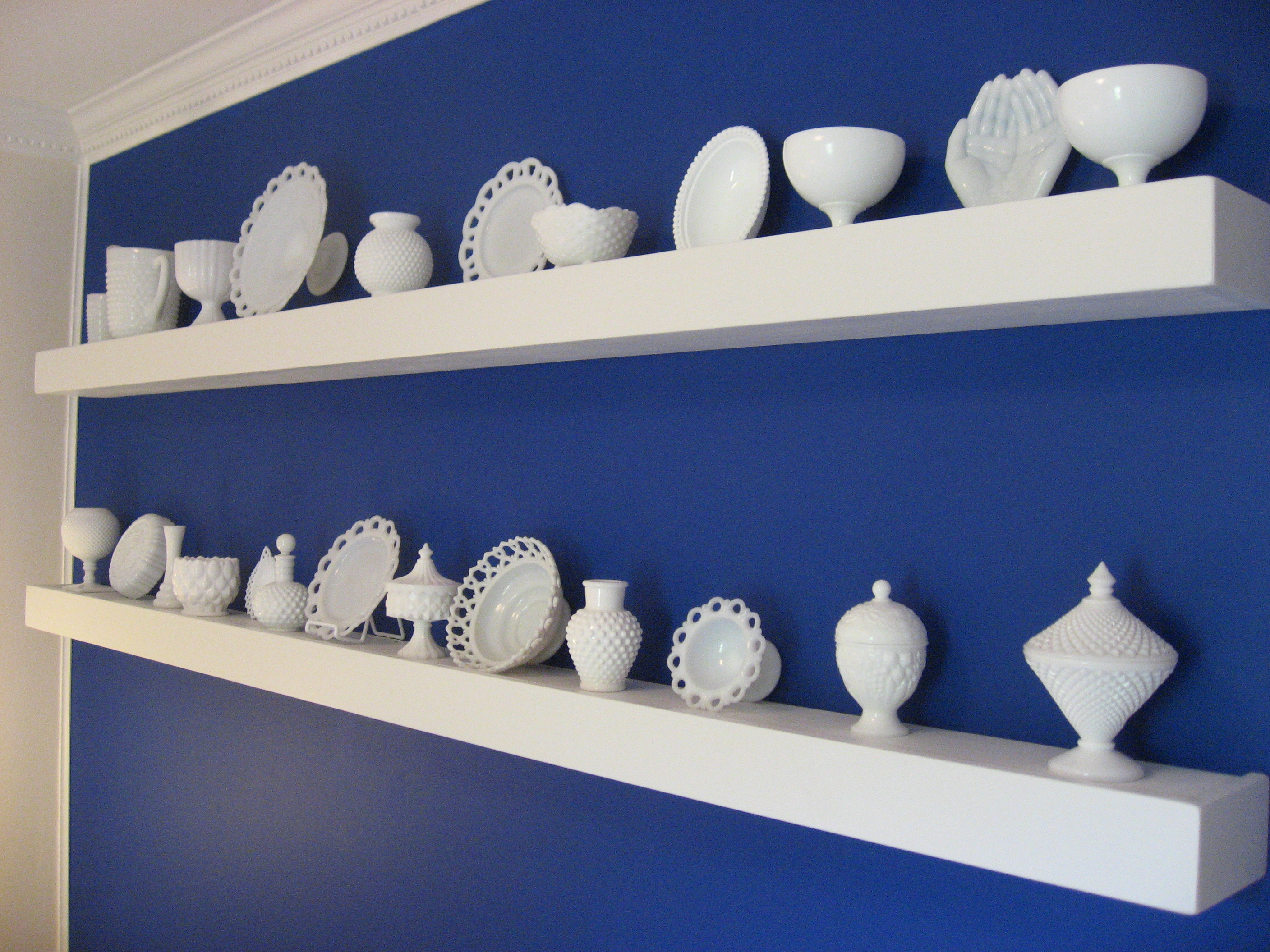
Uma coleção de vidro leitoso

- Kanawha Glass Co.
- Fenton Glass Company
- Fostoria Glass Company
- Imperial Glass Company
- Mosser Glass
- Westmoreland Glass Company
- Federal Glass
- L. E. Smith Glass Company [6]